# Гороховская городская община
Гороховская городская община (укр. Горохівська міська громада) — территориальная община в Луцком районе Волынской области Украины.
Административный центр — город Горохов.
Население составляет 25377 человек. Площадь — 494,5 км².
В соответствии с распоряжением Кабинета Министров Украины от 12 июня 2020 года, в состав общины вошла территория Гороховского городского совета, а также Ватинского, Звиняченского, Журавниковского, Квасовского, Лемешовского, Мирковского, Мирненского, Новосёлковского, Ольховского, Печихвостовского, Пирванческого, Подберезовского, Пустомытовского, Рачинского, Скобелковского, Терешковцевского и Холоновского сельских советов упразднённого Гороховского района.

## Населённые пункты
В состав общины входят 1 город и 41 село:
- Город Горохов
  - Скабаровщина
- Звиняченский старостинский округ:
  - Звиняче
  - Красов
- Журавниковский старостинский округ:
  - Волица-Дружкопольская
  - Журавники
  - Квасов
  - Крыжовая
  - Охлопов
  - Сельцо
- Мирненский старостинский округ:
  - Ватин
  - Ватинец
  - Десятина
  - Зеленолужное
  - Мирное
  - Пустомыты
  - Уманцы
- Новосёлковский старостинский округ:
  - Ковбань
  - Кумовище
  - Мыслини
  - Новосёлки
- Подберезовский старостинский округ:
  - Козятин
  - Лемешов
  - Мирков
  - Печихвосты
  - Пирванче
  - Подберезье
  - Полюхно
  - Стрельче
- Скобелковский старостинский округ:
  - Быстровица
  - Марковичи
  - Озерцы
  - Рачин
  - Скобелка
- Терешковцевский старостинский округ:
  - Диброва
  - Ольховка
  - Ощев
  - Софиевка
  - Терешковцы
  - Яровка
- Холоновский старостинский округ:
  - Старостав
  - Холонов